# Бенедикт (граф Корнуая)
Бенедикт (фр. Benedict, брет. Binidic; умер в 1026) — граф Корнуая с 945/952, основатель дома де Корнуай.

## Биография
В середине X века граф Будик со своими сыновьями Бенедиктом и Альфредом принёс пожертвования в аббатство Ландевеннек. Он скончался между 945 и 952 годом, после чего графство Корнуай унаследовал Бенедикт.
В записях Тресве говорится, что он был избран епископом Кемпера (1003—1022) после смерти своей жены. Бенедикт основал монастырь Локмари в Кемпере. Перед своей смертью в 1026 году он пожертвовал своё имущество в аббатство Ландевеннек, в присутствии своего сына Алена, ставшего графом после смерти отца.

## Брак и дети
Жена: Гиноден, дочь Орскана, епископа Ванна. Дети:
- Элларум; муж — Гюетнош де Пороэт (ум. 1046), виконт де Тро
- Ален (ум. 1058) — граф Корнуая с 1026
- Орскан (ум. 3 октября 1064) — епископ Кемпера с 1026
- Гюетнок (ум. после 1029)
- Гюереш (ум. после 1029)
- Эван (ум. после 1037)